# جیک شورت
جیک شورت (به انگلیسی: Jake Short؛ زادهٔ ۳۰ مهٔ ۱۹۹۷) یک هنرپیشه اهل ایالات متحده آمریکا است. وی از سال ۲۰۰۷ میلادی تاکنون مشغول فعالیت بوده‌است.

## فیلم‌شناسی
از فیلم‌ها یا برنامه‌های تلویزیونی که وی در آن نقش داشته‌است می‌توان به آثار زیر اشاره کرد.
- فسقلی‌ها (۲۰۰۹)
- دکستر (۲۰۰۹)
- مزخرفاتی که پدرم می‌گوید (۲۰۱۱)
- مدرسه نوابغ (۲۰۱۴-۲۰۱۱)
- پزشکان قهرمان (۲۰۱۵-۲۰۱۳)
- موش‌های آزمایشگاهی (۲۰۱۵)
- موش‌های آزمایشگاهی: نیروی نخبگان (۲۰۱۶)

## جوایز
| سال  | فیلم - مجموعه تلویزیونی | جایزه                                                         | نتیجه    |
| ---- | ----------------------- | ------------------------------------------------------------- | -------- |
| ۲۰۰۹ | فسقلی‌ها                 | جایزه هنرمند جوان بهترین گروه بازیگری                         | پیروز    |
| ۲۰۱۱ | مدرسه نوابغ             | جوایز برگزیده کودکان محبوبترین بازیگر مرد مجموعه‌های تلویزیونی | پیروز    |
| ۲۰۱۴ | مدرسه نوابغ             | جوایز برگزیده کودکان محبوبترین بازیگر مرد مجموعه‌های تلویزیونی | نامزدشده |